# 梁于汶
梁于汶（?—?），直隸省永平府灤州人，清朝政治人物、同進士出身。
光緒二十年（1894年），参加光緒甲午科殿試，登進士三甲136名。同年五月，著交吏部掣签分发各省，以知县即用。